# Gallinula chloropus

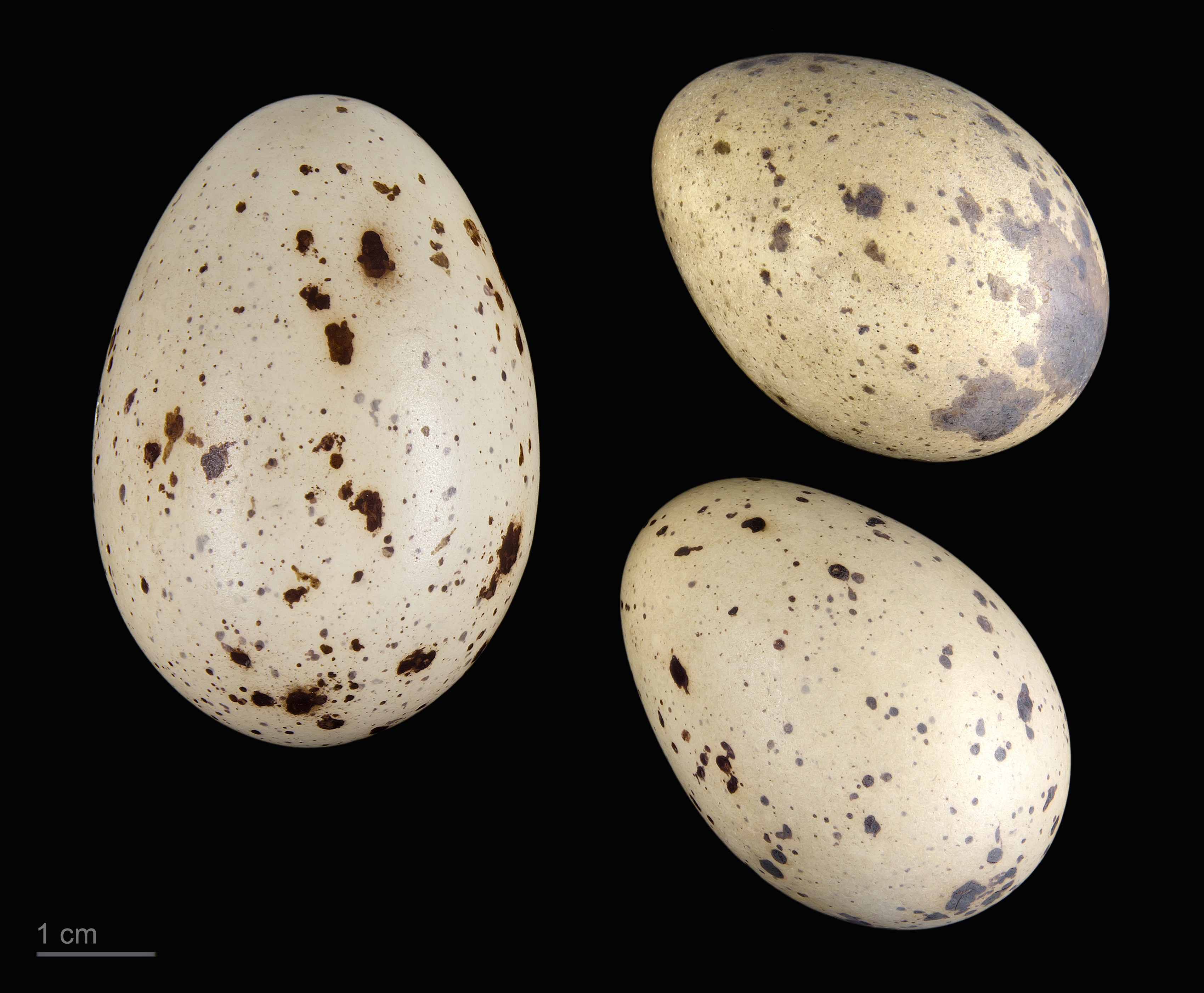
Gallinula chloropus - MHNT

Galinha-d'água-comum ou galinha-de-água-comum (Gallinula chloropus (Linnaeus, 1758)), também conhecida pelos nomes comuns de galinha-d'água, frango-d'água ou rabiscoelha, é uma ave da família Rallidae, ordem Gruiformes.

## Caracterização
A galinha-d'água mede aproximadamente 37 centímetros de comprimento. Apresenta um escudo facial vermelho, faixas brancas nos flancos, plumagem negra e patas amarelas. Os imaturos são castanho-escuros com abdome mais claro, sem o escudo facial vermelho.
Alimenta-se de uma grande variedade de material vegetal, além de pequenos animais aquáticos. Tem como habitat os lagos, lagoas, canais, pântanos e também lagunas salobras. Trata-se duma ave migratória, deslocando-se para Norte, durante o inverno austral.
O ninho é uma cesta coberta construída no chão em vegetação densa. A fêmea deposita entre 8 e 12 ovos. Pode haver uma segunda ninhada no ano, composta entre 5 e 8 ovos. A incubação dura aproximadamente três semanas e é realizada por ambos pais.

## Distribuição
Amplamente distribuída no mundo, existe aproximadamente 12 subespécies, além de dois representantes do Plioceno Superior da América do Norte:

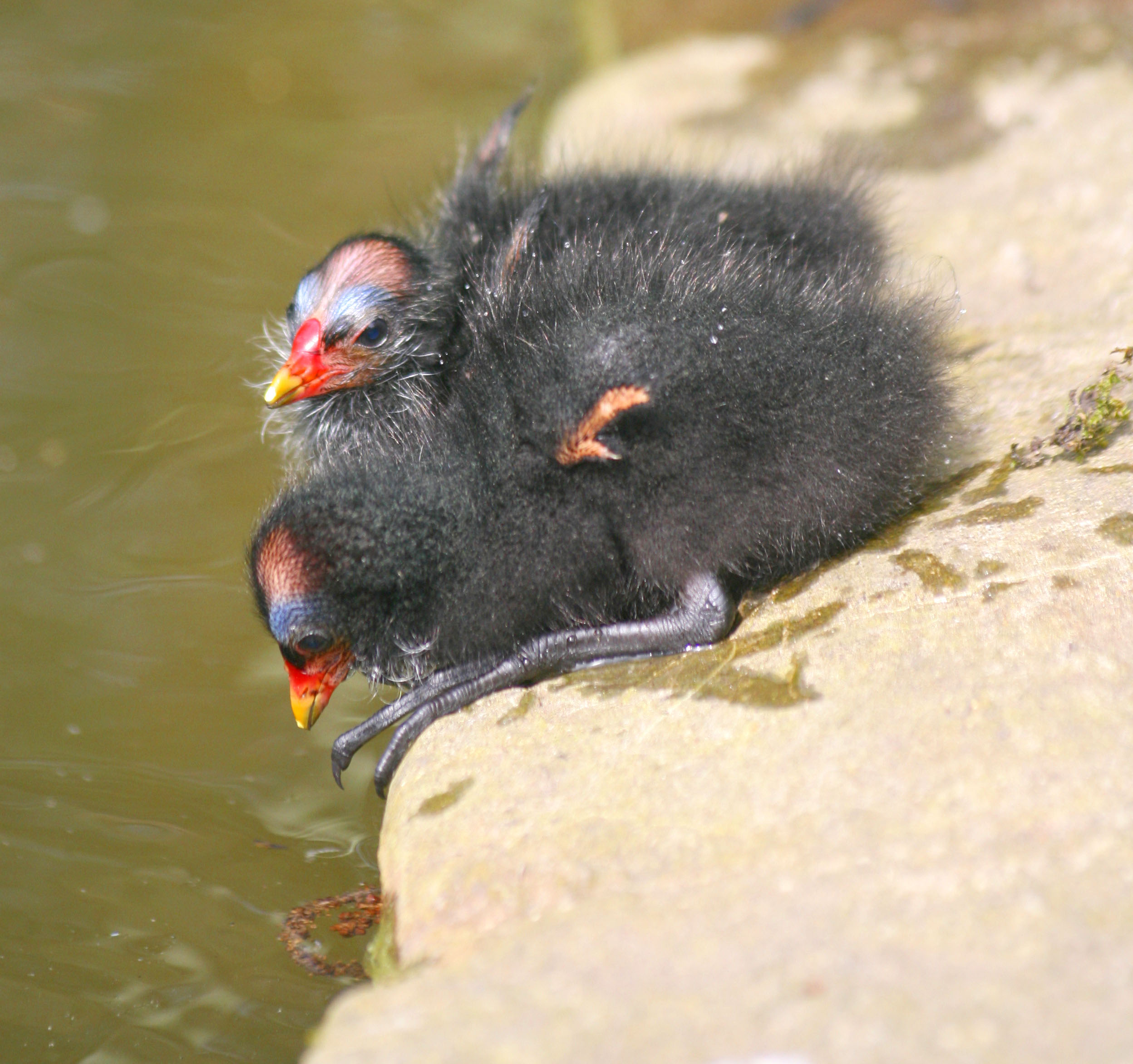
Imaturos de frango-d'água.

- Imaturos de frango-d'água.G. c. chloropus (Linnaeus, 1758): do nordeste da Europa ao norte da África e para o leste até a Sibéria Central e das regiões úmidas do sul da Ásia até o Japão e Malásia Central; também encontrada no Sri Lanka e Ilhas Canárias, Açores, Cabo Verde e Ilha da Madeira.
- G. c. galeata (Lichtenstein, 1818), actualmente considerada uma espécie distinta, G. galeata[10]: de Trinidad e Tobago, Guianas ao sul do Brasil, norte da Argentina e Uruguai. Alcança o arquipélago de Tristão da Cunha, auxiliada pelos ventos de oeste.
- G. c. orientalis (Horsfield, 1821): Seychelles, Ilhas Andaman e sul da Malásia até a Indonésia, Filipinas e Palau.
- G. c. meridionalis (C. L. Brehm, 1831): África sub-saárica e Santa Helena (território).
- G. c. pyrrhorrhoa (A. Newton, 1861): Madagascar, Ilhas Reunião, Ilhas Maurício e Ilhas Comores.
- G. c. garmani (Allen, 1876): Andes, do Peru ao nordeste da Argentina.
- G. c. sandvicensis (Streets, 1877): endêmica do Havaí.
- G. c. cerceris (Bangs, 1910): Antilhas, exceto Trinidad e Barbados, e sul da Flórida.
- G. c. cachinnans (Bangs, 1915): do sudeste do Canadá ao oeste do Panamá. Presente também nas Ilhas Galápagos e Bermudas.
- G. c. pauxilla (Bangs, 1915): das planícies do leste do Panamá ao nordeste do Peru.
- G. c. guami (Hartert, 1917): endêmica do nordeste das Ilhas Marianas.
- G. c. barbadensis (Bond, 1954): endêmica de Barbados.